# Flisz (brydż)
Flisz (od „Forcing lub inwit Szuriga Zbigniewa”) – brydżowa konwencja licytacyjna opracowana przez Zbigniewa Szuriga jako rozszerzenie konwencji Wilkosza. Szurig proponuje aby w sekwencji 2♦ – 2BA – 3♣ rebidy odpowiadającego 3♥/♠ były inwitami jeżeli trafiają w kolor otwierającego i forcingiem do końcówki jeżeli otwierający nie ma longera w kolorze rebidu.